# Alan Pierson
Alan Pierson, all'anagrafe Alan Emanuel Pierson (Chicago, 12 maggio 1974), è un direttore d'orchestra statunitense.

## Biografia
Alan Pierson è figlio di Elaine Pierson e Edward S. Pierson, il secondo un professore di ingegneria alla Purdue University Calumet. Pierson si è laureato nel 1996 nel Massachusetts Institute of Technology con una laurea in musica e fisica. Al MIT, era un timpanista ed assistente conduttore con la MIT Symphony Orchestra ed anche compositore.
Pierson ha proseguito gli studi in musica presso la Eastman School of Music, dove fu cofondatore del nuovo ensemble di musica Ossia. Successivamente, è stato cofondatore del correlato nuovo gruppo musicale Alarm Will Sound, che diede il suo primo concerto nel 2001. Pierson è diventato il primo direttore musicale dell'Alarm Will Sound nello stesso anno e continua ad occupare il posto.
Nel gennaio 2011 Pierson è stato nominato direttore artistico della ex Brooklyn Philharmonic. Egli ha assunto formalmente il titolo alla Brooklyn a partire dalla stagione 2011-2012 ed ha lavorato per una stagione, dopo di che il suo contratto non è stato rinnovato. Al di fuori degli Stati Uniti, Pierson è impegnato anche come direttore principale della Crash Ensemble in Irlanda.
Pierson è risieduto a New York City dal 2002. Nella vita privata egli è partner civile di David Herszenson, un medico. La coppia ha confermato la propria unione nel mese di agosto del 2010.
A febbraio 2013 Pierson è stato presentato nell'episodio "Speedthoven" di Radiolab.